# Jan-Magnus Bruheim
Jan-Magnus Bruheim, né le 15 février 1914 à Skjåk et mort le 10 août 1988  à Skjåk, est un poète et écrivain pour enfants norvégien.

## Biographie
Il obtient le prix Dobloug en 1963.

## Œuvres traduites en français
- Le Voyage de Kaouto le petit renne [« Reinsbukken Kauro frå Kautokeino »], ill. de Reidar Johan Berle, trad. d’Aude Pasquier, Paris, Éditions Circonflexe, coll. « Aux couleurs de l'Europe », 2011, 28 p.  (ISBN 978-2-87833-546-0)